# Simbol izumrtja
Simbol izumrtja predstavlja grožnjo holocenskega izumrtja na Zemlji; krog predstavlja planet, stilizirana peščena ura pa je opozorilo, da se izteka čas številnim vrstam. Simbol je nastal najpozneje leta 212 in naj bi ga ustvaril anonimni umetnik Goldfrog ESP iz Vzhodnega Londona. Ta simbol imenujejo tudi »simbol miru te generacije«. Uporabljajo ga okoljevarstveni protestniki in v svoja dela vključujejo umetniki in oblikovalci, na primer Banksy. Leta 2019 je pridobil digitalno kopijo simbola in druge artefakte, povezane s simbolom, za svojo trajno zbirko Muzej Victorije in Alberta. Simbol je prišel v ospredje v okviru akcije okoljevarstvene skupine Extinction Rebellion.